# 毛睿龍
毛睿龍（もう えいりゅう、毛睿龙、1990年1月18日 - ）は、中国の囲碁棋士。山東省青島市出身、中国囲棋協会に所属、五段。竜星戦優勝など。

## 経歴
2002年初段。2004年二段。2006年三段、四段。2008年名人戦ベスト4。2011年全国智力運動会に山東チームで出場し男子団体戦優勝、BCカード杯世界囲碁選手権出場、新人王戦準優勝、全国囲棋個人戦2位。2012年竜星戦決勝で柁嘉熹を2-0で破って優勝。2013年宏達杯全国囲碁星鋭最強戦3位。2014年百霊愛透杯世界囲碁オープン戦でベスト32。2016年象嶼杯杯中国CCTV快棋戦ベスト4。
中国囲棋リーグでは山東チームなどで出場。中国棋士ランキングでは2012年19位。

### タイトル歴
- 竜星戦 優勝 2012年

## 他の成績
- 新人王戦 準優勝 2011年
- 全国囲棋個人戦 2位 2011年、3位 2012年
- 中国囲棋甲級リーグ戦
  - 2005年乙級（山東斉魯晩報棋院）
  - 2006年（武漢華夏学院）
  - 2007年乙級（四川）
  - 2008年乙級（山東斉魯晩報）
  - 2009年（雲南香格里拉）4-6
  - 2010年（山東景芝酒業）10-12
  - 2011年（愛慕先生）10-12
  - 2012年（安徽華億）9-13
  - 2013年乙級（安徽華億）5-2
  - 2014年（成都興業銀行）8-12
  - 2015年（杭州棋院）4-12
  - 2016年乙級（雲南）5-3